# Корецкий, Самуил (магнат)
Князь Самуил Корецкий (ок. 1586 — 27 июня 1622) — военный и государственный деятель Речи Посполитой, магнат и авантюрист.

## Биография
Происходил из княжеского рода Корецких герба Погоня. Старший сын князя Яхима Борисовича Корецкого (ум. 1612) и Анны Ивановны Ходкевич (ум. 1626). Со стороны матери — племянник гетмана великого литовского и воеводы виленского Яна Кароля Ходкевича.
Получил образование за границей, в 1604 году поступил в Лейденский университет. После возвращения на родину служил в польской армии под предводительством гетмана польного коронного Станислава Жолкевского. В 1607 году на стороне королевской армии участвовал в разгроме рокошан в битве под Гузовом. Прославился в боях с крымскими татарами и заслужил уважение украинских казаков.
Во время похода на Москву князь Самуил Корецкий возглавлял один из казацких отрядов, участвовал в смоленской осаде и походе небольшого польского войска под руководством Станислава Жолкевского на Москву. Отличился при Клушине, где под ним было убито два коня. В декабре 1611 года, находясь под командованием своего дяди, гетмана великого литовского Яна Кароля Ходкевича, Самуил Корецкий во главе отряда из пятисот человек прорвался в Москву и доставлял провизию польскому гарнизону в Кремле.
В 1613 году после смерти своего отца Иоахима Самуил стал главой магнатского рода Корецких на Украине. Участвовал в походах старосты каменецкого Стефана Потоцкого и старосты овруцкого князя Михаила Вишневецкого в Молдавию (в 1607 и 1612 годах) для захвата молдавского престола для представителей боярского рода Могил, сторонников Речи Посполитой. Попытки Стефана Потоцкого посадить на господарский престол сына Иеремии Могилы — Константина провалились, закончившись смертью Константина и пленением Стефана Потоцкого. Сейм Речи Посполитой принял специальное постановление, которое запрещало магнатам и казакам совершать походы в Молдавию.
Женившись в 1615 году на Катерине Могилянке (ум. 1618), дочери молдавского господаря Иеремии Могилы, князь-магнат Самуил Корецкий поддерживал род Могил в притязаниях на правление в Молдавском княжестве. В том же 1615 году вместе с князем Михаилом Михайловичем Вишневецким (мужем Раины Могилянки) организовал новый поход в Молдавию против турецкого ставленника господаря Стефана Томши, для того, чтобы посадить на господарский престол своего шурина Александра Могилу.
Князья Самуил Корецкий и Михаил Вишневецкий изгнали молдавского господаря Стефана IX Томшу и возвели на освободившийся престол своего шурина Александра Могилу. Главной ударной силой магнатов были украинские казаки. Разбив войско Стефана Томши, они преследовали его до Валахии, разбили татар и выиграли около десяти боёв.
В 1616 году скончался князь Михаил Михайлович Вишневецкий, союзник Самуила Корецкого. Из-за нехватки денежных средств часть воинов оставляют своего лидера, который выдерживает вражескую осаду в Яссах. В марте того же года Самуил Корецкий разгромил войско Стефана Томши, а затем и турецкий отряд под Бендерами. В битве под Сасовым Рогом Самуил Корецкий и Александр Могила потерпели поражение и попали в турецкий плен. Самуил Корецкий был заключен в Семибашенный замок (Едикуле) в Стамбуле. То ли был освобождён после внесения крупного выкупа, то ли бежал на родину благодаря помощи православных монахов. По возвращении из плена перешёл из православия в католицизм.
В 1617 году князь совершил сенсационный побег из турецкого плена. По распространенной версии, семья пленного князя отправила в Стамбул своего слугу, который установил контакты с христианской общиной османской столицы и членами английского и французского посольств. В течение года слуга добился доверия тюремной стражи, а потом нашел возможность передать узнику напильник и веревку. Самуил Корецкий бежал из темницы и некоторое время в одежде купца скрывался в христианском квартале Стамбула (Галате), затем его переправили на один из островов Ионического архипелага, откуда он перебрался в Сицилию, по пути выдержав бой с пиратами (и став на время капитаном судна). В Риме князя Самуила торжественно встретил папа римский Павел V, и украинский князь вступил в состав «христианской милиции», которая вела борьбу с мусульманами.
В 1618 году Самуил Корецкий вернулся на родину, где его считали героем войны с турками. В 1620 году князь командовал частью польского войска, которое под командованием гетмана великого коронного Станислава Жолкевского двинулось в поход на Молдавию, чтобы поддержать пропольского господаря Гаспара Грациани. После поражения поляков в битве под Цецорой 19 сентября обоз С. Жолкевского был разгромлен под Могилевом-на-Днестре. Самуил Корецкий вторично попал в турецкий плен и был заключен в Семибашенный замок, где провёл два года. По легенде, на этот раз его мать отказалась послать за него выкуп.
27 июня 1622 года князь Самуил Корецкий был убит в стамбульской темнице. Когда ему зачитали приговор, он вырвал нож у одного из девяти убийц и нанес им большой вред, прежде чем был задушен полотенцами, наброшенными сзади на шею. Был похоронен в городе Корец.
Его единственная дочь Анна-Катарина (1618—1639) в 1636 году была выдана замуж за воеводу дерптского Анджея Лещинского (1606—1651), двоюродного дядю польско-литовского монарха.